# طورعلي حسن (المضاربة والعارة)

تعديل مصدري - تعديل

طورعلي حسن هي إحدى قرى عزلة المضاربة بمديرية المضاربة والعارة التابعة لمحافظة لحج، بلغ تعداد سكانها 114 نسمة حسب تعداد اليمن لعام 2004.